# Drassodes
Drassodes este un gen de păianjeni din familia Gnaphosidae.

## Specii[1]
- Drassodes acrotirius
- Drassodes adisensis
- Drassodes affinis
- Drassodes afghanus
- Drassodes albicans
- Drassodes alexandrinus
- Drassodes andamanensis
- Drassodes andorranus
- Drassodes angulus
- Drassodes arapensis
- Drassodes assimilatus
- Drassodes astrologus
- Drassodes auriculoides
- Drassodes auritus
- Drassodes bechuanicus
- Drassodes bendamiranus
- Drassodes bicurvatus
- Drassodes brachythelis
- Drassodes braendegaardi
- Drassodes caffrerianus
- Drassodes calceatus
- Drassodes cambridgei
- Drassodes canaglensis
- Drassodes carinatus
- Drassodes carinivulvus
- Drassodes cerinus
- Drassodes cervinus
- Drassodes charcoviae
- Drassodes charitonovi
- Drassodes corticalis
- Drassodes crassipes
- Drassodes cupa
- Drassodes cupreus
- Drassodes daliensis
- Drassodes delicatus
- Drassodes deoprayagensis
- Drassodes depilosus
- Drassodes deserticola
- Drassodes difficilis
- Drassodes digitusiformis
- Drassodes dispulsoides
- Drassodes distinctus
- Drassodes dregei
- Drassodes drydeni
- Drassodes ellenae
- Drassodes ereptor
- Drassodes falciger
- Drassodes fedtschenkoi
- Drassodes fritillifer
- Drassodes fugax
- Drassodes gangeticus
- Drassodes gilvus
- Drassodes gooldi
- Drassodes gosiutus
- Drassodes gujaratensis
- Drassodes hamiger
- Drassodes hebei
- Drassodes heeri
- Drassodes helenae
- Drassodes heterophthalmus
- Drassodes himalayensis
- Drassodes hispanus
- Drassodes hypocrita
- Drassodes ignobilis
- Drassodes imbecillus
- Drassodes infletus
- Drassodes insidiator
- Drassodes insignis
- Drassodes interemptor
- Drassodes interlisus
- Drassodes interpolator
- Drassodes involutus
- Drassodes jakkabagensis
- Drassodes jiufeng
- Drassodes kaszabi
- Drassodes katunensis
- Drassodes kibonotensis
- Drassodes kwantungensis
- Drassodes lacertosus
- Drassodes lapidosus
- Drassodes lapsus
- Drassodes licenti
- Drassodes lindbergi
- Drassodes lividus
- Drassodes longispinus
- Drassodes lophognathus
- Drassodes luridus
- Drassodes luteomicans
- Drassodes lutescens
- Drassodes lyratus
- Drassodes lyriger
- Drassodes macilentus
- Drassodes malagassicus
- Drassodes mandibularis
- Drassodes manducator
- Drassodes masculus
- Drassodes mauritanicus
- Drassodes meghalayaensis
- Drassodes mirandus
- Drassodes mirus
- Drassodes montenegrinus
- Drassodes monticola
- Drassodes myogaster
- Drassodes nagqu
- Drassodes narayanpurensis
- Drassodes natali
- Drassodes neglectus
- Drassodes nigroscriptus
- Drassodes nox
- Drassodes nugatorius
- Drassodes obscurus
- Drassodes oreinos
- Drassodes orientalis
- Drassodes parauritus
- Drassodes paroculus
- Drassodes parvicorpus
- Drassodes parvidens
- Drassodes pashanensis
- Drassodes pectinifer
- Drassodes phagduaensis
- Drassodes placidulus
- Drassodes platnicki
- Drassodes prosthesimiformis
- Drassodes pseudolesserti
- Drassodes pubescens
- Drassodes rhodanicus
- Drassodes riedeli
- Drassodes robatus
- Drassodes rostratus
- Drassodes rubicundulus
- Drassodes rubidus
- Drassodes rufipes
- Drassodes rugichelis
- Drassodes russulus
- Drassodes saccatus
- Drassodes saganus
- Drassodes sagarensis
- Drassodes saitoi
- Drassodes serratichelis
- Drassodes serratidens
- Drassodes sesquidentatus
- Drassodes shawanensis
- Drassodes similis
- Drassodes simplex
- Drassodes simplicivulvus
- Drassodes singulariformis
- Drassodes sirmourensis
- Drassodes sitae
- Drassodes sockniensis
- Drassodes solitarius
- Drassodes soussensis
- Drassodes spinicrus
- Drassodes splendens
- Drassodes stationis
- Drassodes sternatus
- Drassodes striatus
- Drassodes subviduatus
- Drassodes taehadongensis
- Drassodes tarrhunensis
- Drassodes termezius
- Drassodes tesselatus
- Drassodes thimei
- Drassodes tikaderi
- Drassodes tiritschensis
- Drassodes tortuosus
- Drassodes unicolor
- Drassodes uritai
- Drassodes venustus
- Drassodes villosus
- Drassodes viveki
- Drassodes voigti
- Drassodes vorax